# Eupelops limbulatus
Eupelops limbulatus är en kvalsterart som först beskrevs av Tseng 1982.  Eupelops limbulatus ingår i släktet Eupelops och familjen Phenopelopidae. Inga underarter finns listade i Catalogue of Life.